# 케빈 비머
케빈 비머(독일어: Kevin Wimmer, 1992년 11월 15일 ~ )은 오스트리아의 축구 선수이다. 포지션은 수비수이다. 현재 소속팀 슬로반 브라티슬라바에서 활약하고 있다.